# Challenger de Francavilla al Mare 2017

El torneo Internazionali di Tennis d'Abruzzo 2017 fue un torneo profesional de tenis. Pertenece al ATP Challenger Series 2017. Se disputará su 1ª edición sobre superficie tierra batida, en Francavilla al Mare, Italia entre el 24 al el 30 de abril de 2017.

## Jugadores participantes del cuadro de individuales
| Favorito | País                  | Jugador               | Rank1 | Posición en el torneo    |
| -------- | --------------------- | --------------------- | ----- | ------------------------ |
| 1        | Bandera de Portugal   | Gastão Elias          | 88    | Primera ronda            |
| 2        | Bandera de Italia     | Alessandro Giannessi  | 121   | FINAL                    |
| 3        | Bandera de Kazajistán | Alexander Bublik      | 138   | Segunda ronda            |
| 4        | Bandera de Italia     | Marco Cecchinato      | 146   | Semifinales              |
| 5        | Bandera de España     | Rubén Ramírez Hidalgo | 147   | Cuartos de final, retiro |
| 6        | Bandera de Italia     | Stefano Napolitano    | 172   | Segunda ronda            |
| 7        | Bandera de Francia    | Constant Lestienne    | 187   | Segunda ronda            |
| 8        | Bandera de Italia     | Lorenzo Giustino      | 195   | Segunda ronda            |

- 1 Se ha tomado en cuenta el ranking del 17 de abril de 2017.

### Otros participantes
Los siguientes jugadores recibieron una invitación (wild card), por lo tanto ingresan directamente al cuadro principal (WC):
- Matteo Berrettini
- Simone Bolelli
- Andrea Pellegrino
- Lorenzo Sonego

Los siguientes jugadores ingresan al cuadro principal tras disputar el cuadro clasificatorio (Q):
- Omar Giacalone
- Filip Krajinović
- Sebastian Ofner
- Miljan Zekić

## Campeones

### Individual Masculino
- Pedro Sousa derrotó en la final a  Alessandro Giannessi, 6–3, 7–6(3)

### Dobles Masculino
- Julian Knowle /  Igor Zelenay derrotaron en la final a  Rameez Junaid /  Kevin Krawietz, 2–6, 6–2, [10–7]